# ペンチ・トラ保護区
ペンチ・トラ保護区は、インドのマディヤ・プラデーシュ州にあるトラの保護区である。

## 公園の地理
政治的な地理区分上は、マディヤ・プラデーシュ州に属している。
自然地理学上は、ペンチはサトプラ山麓に位置しており、鬱蒼とした森林に覆われている。

## 公園の自然誌

### 生物帯
ペンチには草原生物帯（The grassland biome）と森林生物帯（The forest biome）という2つの主要な生物帯（biome）が存在している。 

### 植物相
植生: ペンチのThe Burma Monsoon Forests は、the Indo-Gangetic and Indo-Malayan biogeographical realms の境界線に位置しており、the Brahmaputra Valley Biogeographic Provinceに属している。

### 動物相
保護区内では トラ、インドジャコウネコ、ガウル、キョン、シマハイエナ、ヒョウ、マングース、ジャングルキャット、イノシシ、ハヌマンラングール、アカゲザル、ジャッカル、ナマケグマ、ヤマアラシ、アクシスジカ、サンバーなどが見られる。

## 観光

### 動物の観察
1995年以降一般公開されるようになったこの公園で野生動物を観る一番の方法は、夜に夜間機能付きの遠くまで見通せる双眼鏡を使うことである。
また、マディヤ・プラデーシュ州に属している公園の大部分を探検する理想的な手段の一つは、4WDのジープを使うことである。また、ボートを使ってMathanguriから35kmにわたって川を下ることも人気のある選択肢といえる。だが何と言っても、多くの観光客から好まれているのは、Mathanguri からゾウの背に乗って観光することである。これは、公園の当局が管理している。
公園は雨季には閉園になる。